# بخش برناله
بخش برناله (به انگلیسی: Barnala district) یک بخش در هند است که در پنجاب واقع شده‌است. بخش برناله ۱٬۴۲۳ کیلومتر مربع مساحت و ۵۹۶٬۲۹۴ نفر جمعیت دارد.